# Sergei Alexejewitsch Danilin
Sergei Alexejewitsch Danilin (russisch Сергей Алексеевич Данилин; * 8. Oktoberjul. / 21. Oktober 1901greg. in Moskau; † 28. Dezember 1978 ebenda) war ein sowjetischer Navigator.

## Leben
Danilin wuchs in Chimki auf. Er besuchte die Moskauer Handelsschule mit Abschluss 1918 nach der Oktoberrevolution. Darauf arbeitete er im Eisenbahnkomitee. 1919 trat er als Freiwilliger in die Rote Armee ein und wurde an der Moskauer Aerophotogrammetrie-Hochschule ausgebildet (Abschluss 1921). Neben dem Militärdienst studierte er dann an der Universität Moskau (bis 1924). 1922 nahm er an den Tests der ersten sowjetischen Flugzeuge teil.
Ab 1925 beschäftigte sich Danilin mit der Entwicklung von Methoden der Flugnavigation. 1929 wurde er Leiter der Abteilung für Flugzeugausrüstung des Forschungsinstituts der Luftstreitkräfte der Sowjetunion. Er beteiligte sich an der Entwicklung von Instrumenten für die photographische Luftaufklärung und an der Lösung der Navigationsprobleme beim Nacht-, Höhen- und Blindflug und des Bombenabwurfs aus Wolken. Er verfasste die erste sowjetische Instruktion für die Instrumentenausbildung der Piloten und 1935 ein Lehrbuch der Flugnavigation. Er nahm an Langstreckenflügen im In- und Ausland teil und war Flaggennavigator der Gruppe der schweren Flugzeuge bei den Flugparaden über Moskau (1931–1935).

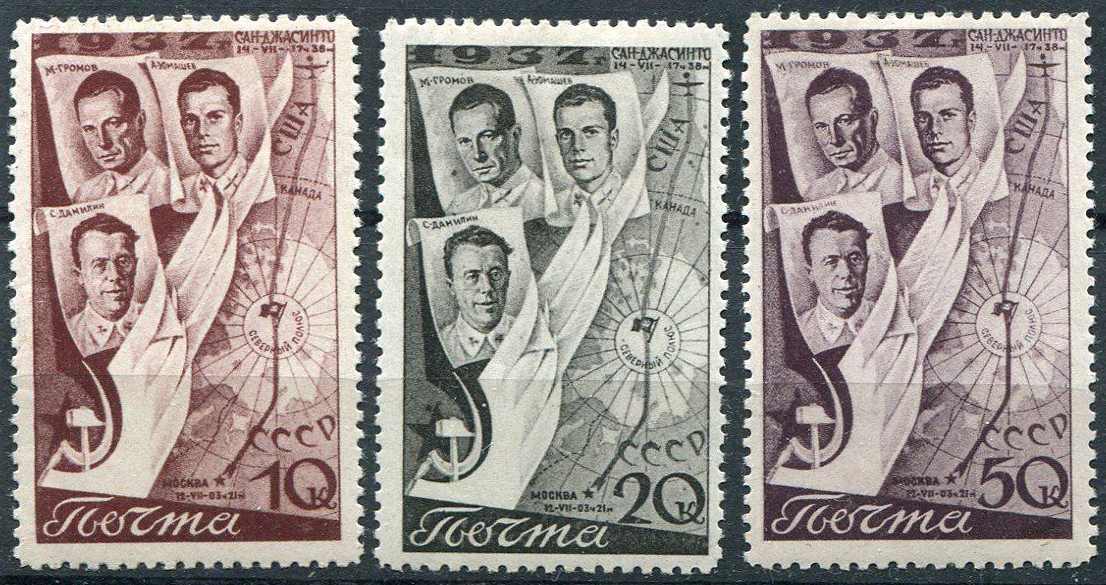
Briefmarken der Post der UdSSR zum Flug Moskau-San Jacinto

Am 12.–14. Juli 1937 nahm Danilin als Navigator  am Rekord-Nonstopflug mit einer ANT-25 von Moskau über den Nordpol in die USA mit dem Piloten Oberst Michail Gromow und dem Copiloten Andrei Jumaschew teil. Wegen der teilweise schwierigen Wetterbedingungen wollten sie eigentlich weiter nach Mexiko fliegen, aber entsprechend dem Befehl, in den USA zu landen, landeten sie nach 62 Stunden und 17 Minuten auf einer Wiese bei San Jacinto. Es folgte eine dreiwöchige Rundreise durchs Land. In Washington, D.C. wurden sie von Präsident Franklin D. Roosevelt empfangen. Mit Ausnahme des Deutschen Reiches wurde in allen Ländern über den sowjetischen Rekordflug berichtet. Die Besatzungsmitglieder erhielten die Médaille De la Vaulx der Fédération Aéronautique Internationale.
1938 wurde Danilin Leiter der Nachrichtendienst-Abteilung und Vizechef des Forschungsinstituts der Luftstreitkräfte.
Im sowjetisch-finnischen Winterkrieg war Danilin Flaggennavigator der Bomber. Im Hinblick auf den erfolgreichen Einsatz der Redoute-Radarstationen schlug er die Entwicklung eines Bordradars vor. Mitte 1940 befürworteten führende Ingenieure des Forschungsinstituts der Luftstreitkräfte und des Forschungsinstituts der Funktechnikindustrie eine solche Entwicklung, und Anfang 1941 wurde ein erstes Labormodell gebaut. Im Dezember 1942 im Deutsch-Sowjetischen Krieg kam das erste Serien-Bordradar Gneis-2 bei den Kämpfen bei Moskau und in der Schlacht von Stalingrad zum Einsatz.
Ab 1943 war Danilin Mitglied des Rats für Funkortung (Mitglieder Georgi Malenkow (Vorsitzender), Axel Berg, Sergei Archipow, Alexander Golowanow, Alexei Gorochow, Iwan Kabanow, Waleri Kalmykow, Juri Kobsarew, D. S. Stogow, W. P. Terentjew, Georgi Uger, Alexei Schachurin, Alexander Schtschukin) des Staatlichen Verteidigungskomitees der UdSSR (GKO). 1943 wurde Danilin Chef des Nachrichtendienst-Versuchsinstituts der Luftstreitkräfte und 1944 Vizechef des Wissenschaftlichen Versuchsinstituts der Luftstreitkräfte. Mit anderen organisierte er den Navigationsdienst der Luftstreitkräfte. Es folgten Positionen beim Oberkommando der Luftstreitkräfte. 1960 ging er als Generalleutnant des Ingenieurdienstes in den Ruhestand.
Danilin starb am 28. Dezember 1978 in Moskau und wurde auf dem Kunzewoer Friedhof begraben.

## Ehrungen
- Orden des Roten Sterns (1936, 1943)[8]
- Médaille De la Vaulx (1937)[2]
- Held der Sowjetunion (1937)[2]
- Leninorden (1937, 1945)[2]
- Medaille „Goldener Stern“ (1939)
- Rotbannerorden (1944, 1950)
- Orden des Vaterländischen Krieges I. Klasse (1944)[9]
- Suworow-Orden II. Klasse (1945)[10]
- Jubiläumsmedaille „XX Jahre Rote Arbeiter-und-Bauern-Armee“
- Medaille „Für die Verteidigung Moskaus“
- Medaille „Sieg über Deutschland“[11]
- Medaille „30 Jahre Sowjetarmee und Flotte“
- Medaille „40 Jahre Streitkräfte der UdSSR“
- Medaille „20. Jahrestag des Sieges im Großen Vaterländischen Krieg 1941–1945“
- Medaille „50 Jahre Streitkräfte der UdSSR“
- Jubiläumsmedaille „Zum Gedenken an den 100. Geburtstag von Wladimir Iljitsch Lenin“
- Medaille „Veteran der Streitkräfte der UdSSR“
- Medaille „30. Jahrestag des Sieges im Großen Vaterländischen Krieg 1941–1945“
- Medaille „60 Jahre Streitkräfte der UdSSR“